# Петров, Николай Иванович (инженер)
Николай Иванович Петров (1898—1951) — советский инженер, основоположник авиационного приборостроения в СССР, генерал-майор инженерно-авиационной службы, первый руководитель Научно-исследовательского института самолётного оборудования (1942—1950). Лауреат Сталинской премии (1950).

## Биография
Родился 23 апреля 1898 года в Москве.
С 1917 года после окончания Комиссаровского технического училища проходил обучение в Петроградском техническом артиллерийском училище. С 1917 года был участником Первой мировой войны в составе артиллерийского дивизиона в должности артиллерийского техника, воевал на Западном фронте. С 1918 года призван в ряды РККА в составе Московского артиллерийского дивизиона в должности артиллерийского техника, был участником Гражданской войны.
С 1919 по 1924 год обучался в Высшей военной электротехнической школы РККА. С 1924 по 1938 год на научно-исследовательской работе в НИИ ВВС РККА в должностях инженера-
конструктора и руководителя исследовательских работ по самолётному оборудованию. В 1936 году Н. И. Петров являлся руководителем Советской делегации на международной авиационной выставке во Франции. С 1938 года на педагогической работе в Военно-воздушной академии имени Н. Е. Жуковского, одновременно в 1940 году являлся постоянным членом Научно-технического комитета ВВС РККА. С 1940 года в центральном аппарате Наркомата авиационной промышленности СССР в должности заместителя начальника 7-го Главного управления, занимался вопросами в области опытного строительства и кураторства научно-исследовательскими и опытно-конструкторскими работами по разработке агрегатов и самолётного оборудования, модернизации систем радиосвязи штурмовой и истребительной авиации и внедрения их в серийное производство для нужд ВВС РККА. Н. И. Петров являлся руководителем создания бортового оборудования
для первого истребителя с жидкостным ракетным двигателем БИ-1.
С 1942 по 1950 год — первый руководитель Научно-исследовательского института самолётного оборудования. 30 апреля 1943 года Постановлением Совета Народных Комиссаров СССР Н. И. Петрову было присвоено звание генерал-майор инженерно-авиационной службы. В 1944 году Н. И. Петров являлся руководителем Советской делегацией в США на конференции по проблемам поставок продукции и развития гражданской авиации. В 1945 году Н. И. Петров являлся руководителем комиссии Наркомата авиационной промышленности СССР по обследованию полигона Пенемюнде, для изучения устройства немецких ракетных снарядов Фау-2. Под руководством Н. И. Петрова была создана аппаратура управления для беспилотного самолёта-снаряда 10Х, тяжёлого бомбардировщика Ту-4. 3 марта 1950 года Постановлением СМ СССР № 898 «За выдающиеся изобретения и коренные усовершенствования методов производственной работы (за работу в области военной техники)») Н. И. Петров был удостоен Сталинской премии.
Скончался 15 мая 1951 года в Москве, похоронен на Введенском кладбище.

## В документальном кино
Документальный фильм: Визит в Bell Aircraft делегации во главе с генералом Н.И. Петровым (производство Bell Aircraft, 1944 год)

## Награды
- Два Ордена Ленина
- Два Ордена Красного Знамени
- Орден Отечественной войны 1-й степени
- Орден Красной Звезды
- Медаль «За победу над Германией в Великой Отечественной войне 1941—1945 гг.»
- Медаль «За оборону Москвы»
- Сталинская премия (3.03.1950)[1][2]